# Enric Campos Chaure
Enric Campos Chaure (Badalona, 9 de juliol de 1951) és un exjugador de bàsquet català i exdirector de l'escola de bàsquet del Joventut de Badalona durant 18 anys. És conegut també per ser el pioner dels campus a Espanya, sent l'organitzador del primer campus de bàsquet i de qualsevol disciplina esportiva que es va fer a Espanya. Actualment presideix l'escola de bàsquet sabadellenca Creu Alta Sabadell Bàsquet.
Com a jugador es va formar al CP Roser de Badalona on va jugar dues temporades, fins a la 65-66. Va ingressar a l'equip juvenil del Joventut de Badalona el 1966 on, després de dues temporades en aquest equip i tres més al júnior, va debutar a la màxima categoria del bàsquet nacional la temporada 1970-71. La temporada següent la va disputar cedit al Laietà de Barcelona. Després va jugar al Círcol Catòlic dos temporades, incloent l'ascens a la màxima categoria la temporada 1972-73. Posteriorment s'hi va estar dos anys més al Bàsquet Badalona i altres cinc al CB Premià.
En el mes de juliol de 1981 va organitzar a Badalona el primer Campus d'Estiu de bàsquet organitzat a Catalunya, inspirat en els Campus que es realitzaven als Estats Units. Aquell any, a més, comença a dirigir l'escola de bàsquet de la Penya. Va formar jugadors com Tomàs Jofresa, Raül López, Àlex Mumbrú o Pau Ribas, entre molts altres. La temporada 1996-97 va ser la darrera al capdavant del planter verd-i-negre. La temporada 2000-01 assumeix la presidència del Creu Alta Sabadell Bàsquet, creat dos anys amb la col·laboració d'Agustí Forrellat.
L'any 2019 va ser nomenat "històric del bàsquet català" per la Fundació del Bàsquet Català de la Federació Catalana de Basquetbol.